# Ciliwung
Ciliwung – rzeka, która przepływa przez Dżakartę w Indonezji. Rzeka ma swoje źródła w pobliżu Puncak na pogórzu w Jawie Zachodniej i wpada do zatoki Dżakarta. Rzeka ma długość 97 km, powierzchnia jej zlewni wynosi 476,2 km², a jej średni przepływ wynosi 95,1 m³/s. Przepływa przez miasta takie jak Bogor, czy Dżakarta. Głównymi dopływami rzeki są: Ciesek oraz Ciluar.